# 多伦多交响乐团

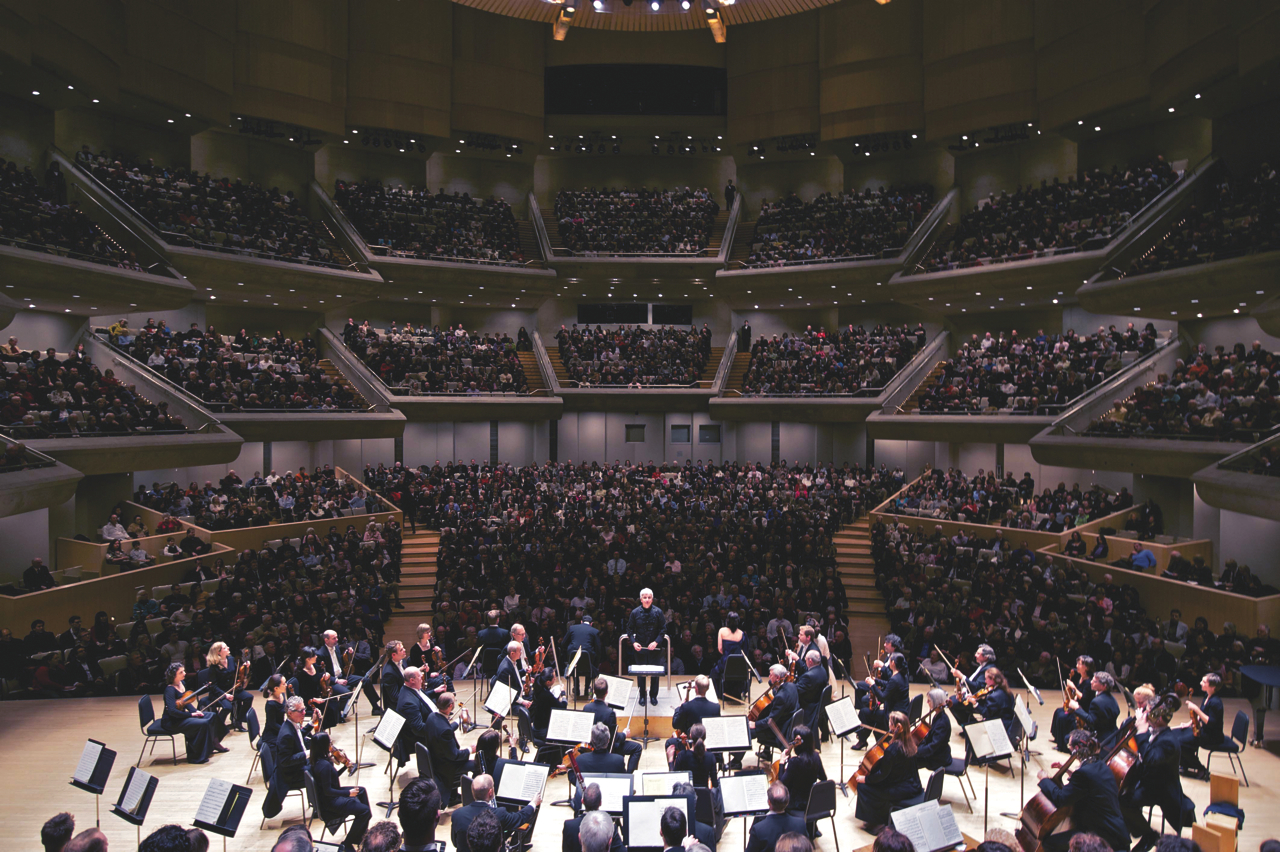
多伦多交响乐团与时任音乐总监安震恒在罗伊·汤姆森音乐厅，2012年1月

多伦多交响乐团（英語：Toronto Symphony Orchestra，缩写：TSO），是一支位于加拿大多伦多的管弦乐团，创立于1906年。在1982年前，乐团在梅西厅举行定期音乐会，之后更换为罗伊·汤姆森音乐厅。该乐团的音乐总监为古斯塔沃·希梅诺（2020-2021乐季起任）。多伦多交响乐团管理着多伦多青年交响乐团。

## 历任音乐总监
- 路易吉·冯·库尼奇（英语：Luigi von Kunits）（1922－1931）
- 欧内斯特·麦克米伦（英语：Ernest MacMillan）（1931－1956）
- 瓦爾特·薩斯坎德（1956－1965）
- 小泽征尔（1965－1969）
- 卡雷尔·安切尔（英语：Karel Ančerl）（1969－1973）
- 维克托·费德布里尔（英语：Victor Feldbrill）（1973－1978）
- 安德鲁·戴维斯（1975－1988；2018年至2020年任临时艺术总监）
- 根特·赫比希（1988－1994）
- 尤卡-佩卡·萨拉斯特（1994－2001）
- 安震恒（英语：Peter Oundjian）（2004－2018）
- 古斯塔沃·希梅诺（英语：Gustavo Gimeno）（2020年至今）